# Kołysanka (powieść Leïli Slimani)
Kołysanka (fr. Chanson douce) – druga powieść Leïli Slimani. Ukazała się 18 sierpnia 2016 roku nakładem wydawnictwa Gallimard i 3 listopada tego samego roku otrzymała nagrodę Goncourtów (powieść była typowana już od pierwszych tur głosowania). Slimani jest dwunastą kobietą, która została laureatką konkursu w ciągu 113 lat jego istnienia. W 2017 roku książka przyniosła autorce również nagrodę czytelniczek „Elle” w kategorii powieść.  

## Fabuła
Historia zaczyna się od odnalezienia ciał dwójki dzieci, zamordowanych przez ich opiekunkę Louise, i odkrycia tej zbrodni przez matkę. Reszta opowieści to retrospekcja historii, która doprowadziła do tego morderstwa. Poznajemy więc życie wielkomiejskiej pary oraz ich rosnące przywiązanie do opiekunki, która jest raczej miła, ale i nieco dziwna.  

## Tematyka
Kołysanka skupia się na postaci matki i ogólnym pojęciu macierzyństwa. Sam tytuł również jest znaczący – odnosi się do kołysanki śpiewanej dziecku przez matkę. Myriam i Louise reprezentują dwa wcielenia macierzyństwa często łączonego z postacią kobiety-nosicielki (która z tej funkcji czyni podstawę swojego życia). Kobieta rodzi się i przygotowuje do wydawania dzieci na świat, do bycia gotową, aby je nakarmić, otaczać opieką, i w razie konieczności dać im wykształcenie. Normy społeczne dyktowały, że bycie kobietą ograniczało się do bycia matką, tym samym pozwalając mężczyznom i społeczeństwu wytworzyć pewną zależność.  
W powieści potrzeba zatrudnienia opiekunki pojawia się w momencie, gdy Myriam wyraża chęć powrotu do pracy po urlopie macierzyńskim i odmawia pozostania kurą domową, mimo oporu męża, który zarabia wystarczająco, by utrzymać rodzinę. Powieść podejmuje temat norm i uprzedzeń, tak by pokazać dążenie do ograniczenia roli kobiety tylko i wyłącznie do roli matki. Powieść porusza również inne tematy, takie jak: dominacja społeczna, edukacja oraz uprzedzenia kulturowe.
Powieść przedstawia zatem dość mroczną wizję społeczeństwa.  
Myriam, która bardziej niż matką czy żoną, chce stać się kobietą niezależną, odpycha od siebie tradycyjną formę macierzyństwa.  
Od połowy XX wieku różne czynniki zachęcały kobiety do opuszczenia domowego zacisza i macierzyństwa: autorytet rodzicielski został rozdzielony między matkę i ojca, kobietom zostały przyznane pełne prawa jako obywatelkom, nic nie powinno ograniczać ich praw do własnego ciała. To one w ostatecznym rozrachunku decydują się, lub nie, na wydanie na świat potomstwa.   
Według feministycznych i egalitarnych teorii, model super-kobiety zaistniał w wyniku roszczeń kobiet do równych szans, przede wszystkim jeśli chodzi zatrudnienie, i do ich autonomii w sferach życia tradycyjnie przypisywanym mężczyznom – w tym przypadku chodzi o wakat w kancelarii notarialnej. Super-kobieta byłaby w stanie pogodzić wszystko: rodzinę, męża, karierę, zajmowanie się domem oraz życie towarzyskie. Kołysanka pokazuje podział między tymi dwoma światami: z jednej strony matka wyzwolona, realizująca się poza domem, czyli Myriam, z drugiej – matka uciśniona i niewidzialna czyli Louise. Pierwsza zatrudnia drugą jako substytut, by zamiast niej przejęła rolę matki i tym samym pozwoliła Myriam spełnić się jako kobieta.  
Ciało Louise jest niewidzialne, ponieważ w powieści uosabia matkę-karmicielkę. Powieść porusza również temat norm społecznych, które w pewien sposób podporządkowują ciała matek i dzieci.. W przeciwieństwie do mieszczańskiej pary, Louise została zredukowana do postaci pozbawionej cielesności. Ponadto, jej niski status społeczny wzmacnia fakt, że opiekuje się dziećmi, których nie urodziła. Nie jest ich biologiczną matką, nie należy do ich klasy społecznej. Jej cielesność zostaje zanegowana, ponieważ nie jest już zdolna do porodu. Powieść porusza problem zaszufladkowania kobiet jako matek poprzez postać Louise, która łączy wszystkie role przypisywane kobietom przez społeczeństwo: jest matką, żoną, gospodynią.  
Francuskie określenie nounou oznacza dosłownie mamkę – kobietę, która karmi dziecko. Obecnie nazywa się tak opiekunki, przeważnie imigrantki, od których oczekuje się całkowitego poświęcenia. Kołysanka pokazuje przejście od macierzyństwa biologicznego do macierzyństwa rzeczywistego, uczuciowego, co podsumowuje fabułę: Louise nie potrafiła odróżnić dzieci, których pilnowała od swoich własnych i wolała je zabić niż powierzyć biologicznym rodzicom.  
Poprzez postać Louise, która przekracza swoje kompetencje jako opiekunka, powieść rozwija problematykę macierzyństwa. Louise staje się tą, która zarządza domem, wykraczając poza swoje obowiązki. Uosabia stereotypową matkę: sprząta, gotuje, zajmuje się dziećmi, odprowadza je do szkoły… W przeciwieństwie do Louise, Myriam jest więc tylko rodzicielką, która zdecydowała się wrócić do pracy. Louise tak bardzo wczuwa się w rolę matki, że zabójstwo staje się dla niej dzieciobójstwem. Zabija z zazdrości, po tym, jak sama popełniła liczne błędy w wychowaniu własnej córki. Morderstwo jest owocem chorego macierzyństwa, szaleństwa spowodowanego zbyt ogromnym pragnieniem bycia matką. W oczach Louise, Mila i Adam byli jej dziećmi.  
Louise, pozbawiona swoich praw (borykająca się z ubóstwem innych w obliczu zamożności swoich pracodawców), uosabia również problem matczynego wyobcowania, które potrafi prowadzić do obłędu. Co więcej autorka analizuje dzisiejsze style życia, by pokazać problemy klas niższych, w dużej części złożonych z imigrantów i imigrantek, które często mają do zaoferowania rodzicom uprzywilejowanym ekonomicznie jedynie umiejętności zarządzania domem czy macierzyńskie, co kończy się brakiem czasu dla ich własnych dzieci.
W przypadku Louise, dzieciobójstwo wynikało z wcześniejszej niemożliwości stania się dobrą matką dla własnej córki (zgodnie z normami społecznymi) i próby odkupienia poprzez zajmowanie się cudzymi dziećmi. Staje się perfekcyjną matką dzieci obcych ludzi. Dręczy ją wielki strach, że dzieci zostaną jej odebrane, co odzwierciedla uzależnienie od roli matki, która stała się jej tożsamością.  
Powieść skupia się na macierzyństwie, nie poruszając roli mężczyzny jako ojca, czy też jego pracy. Cała fabuła wynika z niezależności Myriam, która musi powierzyć swoje dzieci innej kobiecie, by móc się wyzwolić (poprzez przeciwstawienie normom społecznym, według których kobiety są automatycznie przyporządkowane do roli matki).
Postać matki ewoluuje na przestrzeni wieków i znajduje to swoje odzwierciedlenie w powieści.  

## Krytyka
Powieść nie jest kryminałem, ponieważ od początku znamy zakończenie. Retrospekcja rozpoczyna się w opowieści bardzo wcześnie.  
Powieść jest bardzo interesująca z perspektywy analizy psychologicznej relacji między młodą parą z dziećmi, a ich nianią, która stopniowo staje się dla nich niezbędna, a pozycja, którą zajmuje, coraz bardziej niepokojąca. W sprytny sposób opisuje funkcjonowanie współczesnej rodziny na płaszczyźnie socjologicznej, między zależnością a przyporządkowaniem. Według Nicolasa Carreau „jest to książka, którą czyta się z zapartym tchem” oraz „wielka powieść”. Według czasopisma L’Express „czyta się ją jak bezwzględną książkę o dominacji i nędzy społecznej”. Dla Télérama „to raczej tragiczna baśń niż kryminał”. Podczas audycji radiowej René Homier-Roy opowiadał o uczuciu niepokoju, które towarzyszy lekturze tej książki. Jednakże określił ją jako wyjątkową i odkrywczą. Poleca również, z okazji zbliżających się Świąt, podarować ją komuś stabilnemu emocjonalnie.